# Pharomachrus fulgidus
Pharomachrus fulgidus là một loài chim trong họ Trogonidae.